# Nicola Monti
Nicola Monti (Milano, 21 novembre 1920 – Fidenza, 1º marzo 1993) è stato un tenore italiano.

## Biografia
Studia canto fin da bambino, esordendo in concerto a Firenze nel 1941 e cantando nello stesso anno in Rigoletto a Cagliari.
A causa dello scoppio della Seconda guerra mondiale è costretto poi a interrompere la carriera, riprendendo lo studio del canto nel 1950 presso l'Accademia del Teatro alla Scala e debuttando nuovamente l'anno successivo al Teatro San Carlo di Napoli come Elvino ne La sonnambula, che diverrà il suo ruolo prediletto.
Da allora canta in tutti i principali teatri italiani, tra cui più volte La Scala, e in numerosi teatri esteri (Wexford, Parigi, Bruxelles, Amsterdam, San Francisco, Leningrado).
Dotato di voce chiara e delicata, di limitato volume ma estesa, omogenea, duttile e sorretta da una buona preparazione tecnica, affronta un repertorio lirico-leggero sette e ottocentesco che ben si adatta alle sue qualità vocali, imponendosi sia in ruoli comici che in parti elegiache, fra cui in particolare, come detto, il personaggio di Elvino, affidato due volte al disco.
È sepolto a Milano al cimitero di Bruzzano.

## Repertorio
| Ruolo            | Titolo                      | Autore       |
| ---------------- | --------------------------- | ------------ |
| Elvino           | La sonnambula               | Bellini      |
| Don Carlo        | L'osteria portoghese        | Cherubini    |
| Paolino          | Il matrimonio segreto       | Cimarosa     |
| Nemorino         | L'elisir d'amore            | Donizetti    |
| Ernesto          | Don Pasquale                | Donizetti    |
| Oronte           | Alcina                      | Händel       |
| Beppe            | Pagliacci                   | Leoncavallo  |
| Agenore          | Il re pastore               | Mozart       |
| Don Ottavio      | Don Giovanni                | Mozart       |
| Conte d'Almaviva | Il barbiere di Siviglia     | Paisiello    |
| Eclettico        | Il mondo della luna         | Paisiello    |
| Edoardo Milfort  | La cambiale di matrimonio   | Rossini      |
| Lindoro          | L'italiana in Algeri        | Rossini      |
| Conte d'Almaviva | Il barbiere di Siviglia     | Rossini      |
| Don Ramiro       | La Cenerentola              | Rossini      |
| Conte Ory        | Il conte Ory                | Rossini      |
| Lui              | La notte di un nevrastenico | Rota         |
| Duca di Mantova  | Rigoletto                   | Verdi        |
| Cassio           | Otello                      | Verdi        |
| Fenton           | Falstaff                    | Verdi        |
| Filipeto         | I quatro rusteghi           | Wolf-Ferrari |

## Discografia
- Paisiello: Il barbiere di Siviglia, con Renato Capecchi, Rolando Panerai, Graziella Sciutti, Mario Petri - dir. Renato Fasano - 1959 Ricordi
- Mozart: Il re pastore, con Luigi Alva, Reri Grist, Lucia Popp - dir. Denis Vaughan - 1967 RCA
- Rossini: 
  - Il barbiere di Siviglia, con Gino Bechi, Victoria de los Ángeles, Nicola Rossi-Lemeni, Melchiorre Luise - dir. Tullio Serafin - 1952 EMI
  - La cambiale di matrimonio, con Renata Scotto, Giovanna Fioroni, Renato Capecchi, Mario Petri - dir. Renato Fasano - 1959 Ricordi
  - Il barbiere di Siviglia, con Renato Capecchi, Gianna D'Angelo, Giorgio Tadeo, Carlo Cava, dir. Bruno Bartoletti - DG 1960
- Bellini:
  - La sonnambula, con Margherita Carosio, Marco Stefanoni, Anna Di Stasio - dir. Gianandrea Gavazzeni - dal vivo Napoli 1951 ed. Encore
  - La sonnambula, con Maria Callas, Nicola Zaccaria, Edith Martelli, Fiorenza Cossotto - dir. Antonino Votto - dal vivo Edimburgo 1957 ed. Paragon/Eklipse
  - La sonnambula, con Maria Callas, Nicola Zaccaria, Mariella Angioletti, Fiorenza Cossotto - dir. Antonino Votto - dal vivo Colonia 1957 ed. Legato/Myto/EMI
  - La sonnambula, con Maria Callas, Nicola Zaccaria, Eugenia Ratti, Fiorenza Cossotto - dir. Antonino Votto - 1957 Columbia/EMI
  - La sonnambula, con Joan Sutherland, Fernando Corena, Margreta Elkins, Sylvia Sthalman – dir. Richard Bonynge - 1962 Decca
- Donizetti: L'elisir d'amore, con Margherita Carosio, Melchiorre Luise, Tito Gobbi - dir. Gabriele Santini - 1952 HMV
- Verdi: Falstaff, con Giuseppe Taddei, Anna Maria Rovere, Oralia Domínguez, Aldo Protti, Rosanna Carteri - dir. Mario Rossi - dal vivo RAI 1953 ed. GOP
- Leoncavallo: Pagliacci (Beppe), con Giuseppe Di Stefano, Maria Callas, Tito Gobbi, Rolando Panerai - dir. Tullio Serafin - 1954 Columbia/EMI

## Video
- Rossini: Il barbiere di Siviglia, con Rolando Panerai, Antonietta Pastori, Franco Calabrese, Marcello Cortis - dir. Carlo Maria Giulini - RAI 1954 ed. Bel Canto Society